# Reserva natural Poronaiski
La reserva natural Poronaiski (en ruso: Поронайский заповедник) es un zapovédnik ruso (reserva natural estricta) que cubre el cabo Paciencia, en el lado oriental de la isla de Sajalín en el Extremo Oriente ruso. Un propósito específico de la reserva es proteger las colonias de aves árticas en Cabo Paciencia, que es un península de 65 km que se adentra en el mar de Ojotsk. La reserva incluye la parte sur de las montañas de Sajalín Oriental y la parte más ancha del valle de Tym-Poronaisk. La reserva está situada en el raión de Poronaisk del óblast de Sajalín, 50 km al este de la ciudad regional de Poronaisk. Se estableció formalmente en 1988 y tiene una extensión de 56 695 ha (218,9 mi²).

## Topografía
La Reserva natural Poronaiski limita al norte con la isla central de Sajalín, al este y al sur con el mar de Ojostsk y al oeste con el  golfo de la Paciencia. El río Poronai en realidad no atraviesa la reserva, sino que desemboca en el Golfo de Paciencia, justo al oeste del territorio protegido. La reserva tiene una densa red de pequeños ríos en las llanuras, con varios lagos.
Hay dos sitios separados en la reserva natural Poronaiski, separados por 20 kilómetros:
- Nevski. Situado en el extremo norte del Golfo de Paciencia, en las tierras bajas de Tym-Poronai, con terreno montañoso.
- Ojotsk. Ubicado al este del sitio de Nevsky, en el extremo sur de la Cordillera de Sajalín de las Montañas de Sajalín Oriental y Cabo Paciencia. El punto más alto se encuentra a 350 metros sobre el nivel del mar.

## Clima y ecorregión
La reserva natural Poronaiski se encuentra en la ecorregión Taiga de la Isla de Sajalín. Esta ecorregión cubre toda la isla de Sajalín excepto el extremo sur. La isla separa el mar de Ojotsk del mar de Japón. La isla suele estar conectada al continente ruso por hielo a través de un estrecho de 8,04 km. La ecorregión se caracteriza por un bosque subártico húmedo de coníferas dominado por piceas y abetos en el borde de la tundra.
El clima es subártico, sin estación seca (Dfc). Este clima se caracteriza por veranos suaves (solo 1 a 3 meses por encima de 10 grados Celsius (50,0 °F)) e inviernos fríos y nevados (el mes más frío por debajo de −3 grados Celsius (26,6 °F)). En la reserva hay más de 100 tormentas de lluvia al año (precipitación media de 600 mm/año), con frecuentes nieblas en verano. La temperatura media del aire en enero es de 18,1 grados Celsius (64,6 °F), en julio 12,6 grados Celsius (54,7 °F).

## Flora y fauna
La vegetación de la reserva es la del bosque húmedo subártico de coníferas. Los árboles dominantes son piceas y abetos, con algunos bosques de alerces. Las zonas sin árboles a veces se denominan «tundra» por su parecido físico con la tundra verdadera, pero de hecho contienen extensas turberas de hasta 6 metros de espesor. Las plantas características son las juncias, las hierbas y las plantas con estolones subterráneos. Los bosques de abetos y piceas están cubiertos de musgo y tienen poco sotobosque. Los científicos de la reserva han registrado 400 especies de plantas vasculares.
La vida animal de la reserva refleja la posición de la isla de Sajalín, a veces conectada o no conectada con el continente. Se encuentran comunidades de fauna de las regiones de Amur, Kamchatka y Japón. El ciervo almizclero de Sajalín es un ejemplo de una subespecie que se ha desarrollado de forma aislada y es endémica de la isla. Los mamíferos más comunes incluyen el oso pardo, el zorro, la nutria, el visón, la liebre y la ardilla listada siberiana. Los científicos de la reserva han registrado más de 50 especies de mamíferos, 231 de aves, 4 de anfibios y una especie de reptil.

## Ecoeducación y acceso
Como reserva natural estricta, está mayormente cerrada al público general, aunque los científicos y aquellos con fines de educación ambiental pueden hacer arreglos con la administración del parque para realizar visitas. Sin embargo, existen varias rutas «ecoturísticas» en la reserva que están abiertas al público. Para ello es necesario obtener permisos con antelación. Como no se permiten vehículos, algunas de las excursiones de senderismo guiadas de varios días requieren un cierto grado de condición física para completarlas. En la oficina principal de la ciudad de Poronaysk se encuentra el museo público de la naturaleza.